# بينثيسلاو فيرنانديث فلوريث
بينثيسلاو فيرناديث فلوريث (بالإسبانية: Wenceslao Fernández Flórez)‏ كاتب هزلي وروائي وصحفي إسباني وُلد في 11 فبراير عام 1885 في مدينة لا كريسنتكورونيا بغاليسيا. ينتمي فيرناديث فلوريث إلى طبقة برجوازية صغيرة من لا كورونيا، التي لم يبتعد عنها قط على الرغم من إنكاره لها بعد ذلك. في بداية حياته، أراد أن يدرس الطب ولكن في سن الخامسة عشر، أجبره موت والده، الذي كان يعمل أستاذًا، على التفرغ للعمل ليساعد عائلته المكونة من ستة أفراد في الاحتياجات المادية، وكانت الصحافة وجهته المباشرة. تميز الكاتب منذ بداية مشواره الأدبي بالذكاء وحدة البصيرة التي ظهرت في أعماله المتعددة كما يتميز بالإسلوب الساخر الماهر الذي أعطى جمالًا لأعماله مضيفًا إليها المتعة والدعابة وهو الشيء الذي لم يبلغه ٳلا قلة قليلة من الكتاب من الكتاب الذين عاصروه. وتُوفي في مدريد في 29 أبريل عام 1964.

## مسيرته الأدبية
كان كاتبًا يتمتع بالنضوج في مجال الكتابة وذلك بفضل مكتبة والده. ففي سن الثامنة، قام بكتابة السونيت، ثم أتبعها بكتابة رواية فروسية عندما كان في سن العاشرة، وفي سن الثالثة عشر قام بتأليف أشعار وكتابة قصص. ولتأكيد أهمية هذا النضوج في فن الأدب، يُحكى أنه عندما قام بكتابة أول مقال له وٳرساله إلى الجريدة كان عليه المثول أمام مدير الجريدة الذي لم يكن مصدقًا أن فتى في مثل سنه يمتلك هذا النضج. قام بأولى غزاوته في عالم الصحافة في صحيفة هيرالدو الغاليسية وفي أرض غاليسية والجريدة اليومية فيرولانو، التي تتبع التيار المحافظ، وقد عمل بها حتى وصل إلى منصب مدير في سن الثامنة عشر. إضافة إلى ذلك، عمل في صحيفة الشمال الغربي.
في عام 1905، انتقل إلى مدريد وكانت شهرته قد سبقته ٳلى هناك وذلك لتعاونه مع صحافة العاصمة والتي كان عليها إقبال كبير في ذلك العصر، وفي الوقت ذاته التي أصبحت قصصه القصيرة تحقق شعبية في العديد من المختارات القصصية الصادرة إسبوعيًا. كان دائمًا بعيدًا عن الاجتماعات والأنشطة السياسية المحيطة به حيث كانت مدريد في نهاية القرن التاسع عشر وأوائل القرن العشرين مرتعًا لاجتماعات المقاهي والنوادي. فكان دائمًا ما يظهر نفوره من تلك اللقاءات وينتقدها بقسوة واصفًا ٳياها بحلقات من النميمة. كانت صحيفة البارلامينتاريو المحافظة أول صحيفة بعمل بها في مدريد بوصفه محررًا. وبعدها بفترة قليلة، شغل وظيفة المدير الأدبي لواحدة من المجلات الإسبانية الأكثر شهرة وهي التنوير الأمريكية. بعد ذلك انضم ٳلى فريق عمل الجريدة الليبرالية إمبارثيال ولكنه لم يستمر بها و قتًا طويلًا، حيث تركها وعمل بصحيفة أبسي بقسم المطبوعات البرلمانية. وقد برزت تعليقاته السياسية حول جلسات مجلس النواب الإسباني في هوامش مستمع التي نشرتها أبسي من عام 1916 حتى 1918. كان دخوله مجال الصحافة علامة بارزة في تاريخ الصحافة الإسبانية التي استمر بين صفوفها منذ يوم التحاقه بها حتى وفاته ولمدة 48 عامًا. في سن الواحدة والعشرين أصبح رئيس تحرير صحيفة الدفاع عن بيتانثوس وكانت مقالته الافتتاحية تنتقد بشدة الاستبداد واستغلال النفوذ.
عندما قامت الحرب الأهلية، هرب إلى البرتغال حتى انتهت الحرب. في عام 1934 كان مرشحًا لعضوية الأكاديمية الملكية الإسبانية ولكن التحاقه بالأكاديمية تأخر بسبب اندلاع الحرب، حتى عام 1945. وبهذه المناسبة قام بينثيسلاو فيرنانديث فلوريث بٳلقاء خطاب حول السخرية في الأدب الإسباني. بالإضافة إلى نشاطة الأدبي والصحفي، كان لديه عمل ممتع في السينما الإسبانية خاصة خلال حقبة الأربعينيات، حيث عرضت العديد من أعماله على شاشة السينما حيث أثبت أنه كاتب حوار ممتاز. وفي عام 1942 انتقلت روايته خطوات إمرأة ٳلى شاشة السينما، ثم لحق بها في نفس العام رجل أراد أن يقتل نفسه. وفي عام 1943، تلتها روايته أثر من الضوء التي حازت الجائزة الوطنية للسينما عام 1944، ثم في عام 1987 جاء الدور على روايته الغابة الحية لخوسيه لويس كويدرا. وفي عام 1944، اشترك في كتابة سيناريو لفيلم القدر يعتذر لخوسيه لويس ساينث دى إيريديا.
وكانت السنوات الأخيرة للكاتب حزينة بسبب وفاة والدته ورفيقة دربه خلال رحلة حياته. لم يتأخر بينثيسلاو فيرناديث فلوريث في اللحاق بها حيث أصابه مرض الكلى الذي أودى بحياته في 29 أبريل عام 1964 في مدريد. في عام 1985، وفي مبادرة من المجلس الإقليمي لمدينة لاكورنيا، تم نشر بعض الكتب للكاتب احتفالا بالذكرى المئوية لميلاده بالإضافة إلى عمل جائزة تحمل اسمه.

## أعماله
يتميز إنتاجه الروائي بالغنائية، والهجاء الاجتماعي، والنظرة الساخرة للقيم الأنسانية، وتعظيم البيئة الريفية الغاليسية. يتميز بٳتقانه وتميزه في النثر ونضارة خياله مما جعل عمله الأدبى متميزًا في أدب السخرية الإسبانية في القرن العشرين. وتتضمن أعماله الروائية عناوينًا مثل:
- هوامش مستمع (أخبار برلمانية) عام 1916.
- مغامرات الفارس روخيليودي أمارال عام 1933.
- من بوابة إلى بوابة عام 1957.
- الغابة الحية عام 1943.
- المرآة الساخرة عام 1921.
- الرجل الذي أراد أن يقتل نفسه عام 1929.
- نظام بيليجرين عام 1949.
- الثور ومصارع الثيران والقط عام 1946.
- أشباح مزيفة (مجموعة قصص مختارة) عام 1930.
- ألعاب نارية عام 1954.
- دخل لص 1920.
- عائلة جومار عام 1915.
- رواية رقم 13 عام 1941.
- سحابة في قفص عام 1947.
- موكب الأيام عام 1914.
- حزن السلام عام 1910.
- نظارة الشيطان عام 1918.
- الأعمدة السبع عام 1926.
- أعمال المخبر رينج عام 1934
- ضوء القمر عام 1915.
- حكاية لا أخلاقية 1927.
- صمت 1918.
- مآسى حياة العامة (مجموعة قصص مختارة) 1922.
- جزيرة في البحر الأحمر (عن الحرب الأخلية الإسبانية) عام 1939.
- خطوات امرأة عام 1924.
- بولبوريتا عام 1917.

## الجوائز
حاز بينثسلاو فيرنانديث فلوريث على العديد من الجوائز في عدة مناسبات. عام 1917، حصل على جائزة الفنون الجميلة عن رواية بولبوريتا. وفي عام 1922، تسلم جائزة ماريانو دي كابيا للصحافة الإسبانية.
وفي عام 1926، حصل على واحدة من أهم الجوائز الأدبية، حيث حصل على الجائزة الوطنية للأدب عن روايته الأعمدة السبع. وبعدها بعام، حاز جائزة الحزب الجمهوري التي منحها له سالبادور دي مادارياجا، وزير الثقافة في حكومة ليروكس في ذلك الوقت.

## روايات تم معالجتها سينمائيًا
- خطوات امرأة عام 1942.
- الرجل الذي أراد أن يقتل نفسه، تم معالجتها عام 1942 من ٳخراج رافائيل خيل مع أنطونيو كاسال وفي عام 1970 ٳخراج رافائيل خيل مع طوني ليبرينكا.
- كارابل الظالم، حولت إلى فيلم عام 1935 من ٳخراج ٳدجار نيبييى و عام 1956 من ٳخراج فيرناندو فيرنان جوميث و عام 1962 من ٳخراج رافاييل باليدون.
- بولبوريتا، عام 1976 من ٳخراج خوسيه أنطونيو نييببس كوندي.
- الغابة الحية، عام1987 من ٳخراج خوسيه لويس كويردا، وحاز هذا الفيلم على خمس جوائز أحسن فيلم وأحسن سيناريو وأحسن ممثل بطل وأحسن موسيقى وأحسن تصميم ملابس في مهرجان جوائز غويا عام 1988.

## روابط خارجية
- بينثيسلاو فيرنانديث فلوريث على موقع IMDb (الإنجليزية)
- بينثيسلاو فيرنانديث فلوريث على موقع قاعدة بيانات الفيلم (الإنجليزية)